# Sprachkontakt für gehörlose und schwerhörige Kinder
Sprachkontakt für gehörlose und schwerhörige Kinder bedeutet, ihnen in der entscheidenden Phase des Spracherwerbs Sprache leicht zugänglich zu machen. Im Vergleich zu ihren hörenden Altersgenossen haben gehörlose und schwerhörige Kinder eher Barrieren beim Zugang zu Sprache, wenn es darum geht, ihnen in ihren prägenden Jahren Zugang zu Sprache zu verschaffen. Folglich leiden gehörlose und schwerhörige Kinder häufiger unter Sprachliche Deprivation, die zu kognitiven Verzögerungen und anderen negativen Auswirkungen auf ihre Gesundheit führen kann. Frühe Sprachexposition ermöglicht dem Gehirn eine umfassendere Entwicklung der kognitiven Funktionen und fördert die Entwicklung sprachlicher Fähigkeiten sowie von Sprachflüssigkeit und Sprachverständnis im späteren Leben. Hörende Eltern gehörloser und schwerhöriger Kinder stehen ebenfalls vor einzigartigen Barrieren, wenn es darum geht, ihren Kindern Sprachexposition zu ermöglichen. Die Entwicklung und Betreuung gehörloser und schwerhöriger Kinder, die vielleicht nicht wissen, wie sie mit der Sprachvermittlung beginnen sollen, wird durch Forschungsarbeiten beeinflusst. Allerdings konzentriert sich ein Großteil dieser Forschung auf Kinder in den USA, was die Generalisierbarkeit einschränkt. Allerdings hat die Untersuchung der Auswirkungen des Sprachkontakts auf gehörlose Kinder zu stichhaltigeren Belegen für die Risiken des Sprachverlusts und den Nutzen eines frühen Sprachkontakts geführt.

## Kritische Phase für gehörlose und schwerhörige Kinder
Die kritische Phase des Erstspracheerwerbs ist eine linguistische Hypothese, die besagt, dass es ein Zeitfenster für den Spracherwerb gibt. Nach dieser Phase wird der weitere Spracherwerb deutlich schwieriger. Es gibt viele Theorien darüber, wann genau die kritische Phase für den Spracherwerb beginnt und endet. Die Forschung zeigt jedoch, dass Kinder, die in den ersten Lebensjahren keinen Sprachkontakt haben, langfristige Defizite im Spracherwerb erleiden.
Ein Großteil der Forschung zu Sprachexposition, der kritischen Phase und dem Spracherwerb basiert auf Lautsprachen und hörenden Kindern. In Wirklichkeit lassen sich diese Konzepte auch auf gehörlose und schwerhörige Kinder übertragen. Bei Kindern, die hören und sprechen können, beginnt der erste Sprachexposition in der Regel mit der Muttersprache ihrer Eltern. Dasselbe gilt für gehörlose Kinder gehörloser Eltern; sie werden von Geburt an mit Gebärdensprache konfrontiert. Bei gehörlosen und schwerhörigen Kindern hörender Eltern setzt der Sprachexposition jedoch oft eine Verzögerung ein. Viele gehörlose und schwerhörige Kinder, die erst später im Leben mit Sprache in Berührung kommen, wenn sie Hörgeräte (z. B. Cochlea-Implantat, Hörgeräte) erhalten, zeigen syntaktische Beeinträchtigungen (d. h. Beeinträchtigungen im Satzbau). Die Forschung kommt zu dem Schluss, dass nicht der Hörverlust selbst die Sprachbeeinträchtigung verursacht, sondern ob im ersten Lebensjahr sprachliche Reize aufgenommen wurden. Kinder, die im ersten Lebensjahr mit Sprache in Berührung kamen, danach aber ihr Gehör verloren, zeigen dennoch eine normale syntaktische Entwicklung (d. h. Sprachentwicklung).

## Sprachmeilensteine
In einigen Bundesstaaten wurden Meilensteine der Sprachentwicklung festgelegt, um die gesetzliche Förderung der kindlichen Entwicklung durch Sprachkontakt zu verankern. In Kalifornien legt das Gesetz SB 210 Ziele für die ersten fünf Lebensjahre eines Kindes fest und konzentriert sich dabei auf die rezeptive Sprache, den Wortschatz und die expressive Sprache. Auch der Montana Code §52-2-904 legt spezifische Sprachmeilensteine für gehörlose und schwerhörige Kinder fest und bietet Beispiele sowohl in ASL als auch in gesprochenem Englisch.

## Early Hearing Detection and Intervention (EHDI) – Früherkennung und Intervention beim Hören
Zu den Bemühungen, Kinder mit Hörproblemen bereits im Säuglingsalter und vor dem Ende der kritischen Phase für gehörlose und schwerhörige Kinder zu identifizieren, gehört das von der HRSA finanzierte Programm „Early Hearing Detection and Intervention“ (EHDI). Die EDHI-Programme in den USA sind auf Bundesstaaten und Territorien verteilt und zielen darauf ab, gehörlose und schwerhörige Kinder zu screenen, Diagnosen zu stellen, familiäre Unterstützungssysteme aufzubauen und Dienstleistungen zu koordinieren, damit sie sprachliche Meilensteine erreichen.  Im Rahmen der EHDI-Programme werden Daten erhoben, um den Erfolg von Screening- und Interventionsprogrammen zu bewerten und so die Versorgung gehörloser und schwerhöriger Kinder zu optimieren.

## Spätere Sprachkenntnisse
Es gibt weitere Untersuchungen über fließende Gebärdensprachlern und ihre Fähigkeit, später im Leben Lautsprachen zu erlernen. Gebärdensprache bildet eine ebenso solide Grundlage für allgemeine Sprachfähigkeiten wie Lautsprachen, sei es beim Lesen, beim Erlernen einer Zweitsprache oder bei grundlegenden sprachlichen Fähigkeiten, sofern sie in der kritischen Phase des Spracherwerbs erlernt wird.
Darüber hinaus zeigen Untersuchungen, dass Kinder, die während ihrer kritischen Phase des Spracherwerbs neben einer Lautsprache auch eine Gebärdensprache lernen, sich vergleichbar entwickeln wie zweisprachige Kinder, die zwei Lautsprachen lernen.

## Vorteile des Sprachkontakts
Gebärdensprachen wie die American Sign Language wurden nach Forschungen, die in den 1960er Jahren begannen, als Amtssprachen anerkannt. Die Forschung belegte, dass Gebärdensprachen echte Sprachen mit komplexer Struktur, Syntax und Grammatik sind, genau wie Lautsprachen. Darüber hinaus nutzen beide Sprachen dieselben Regionen der linke Gehirnhälfte für die Planung und Verarbeitung von Sprache.
Sowohl gehörlose als auch hörende Kinder entwickeln sich bei angemessenem Sprachkontakt und entsprechender Bildung kognitiv normal. Tatsächlich haben gehörlose und hörende Kinder ähnliche sprachliche Meilensteine und Entwicklungsverläufe. Quellen zur Sprachentwicklung und zu Sprachentwicklungsmeilensteinen zufolge beginnen hörende Babys, die Sprache ausgesetzt sind, typischerweise im Alter zwischen sechs und zwölf Monaten zu brabbeln (z. B. „ma-ma“, „da-da“). Ebenso beginnen gehörlose Babys, die einer Gebärdensprache ausgesetzt sind, mit ihren Händen zu „brabbeln“, indem sie geordnete und sich wiederholende Elemente ihrer Gebärdensprache verwenden.
Gehörlose, schwerhörige und hörende Kinder haben das gleiche Potenzial, typische kognitive Fähigkeiten zu entwickeln; Taubheit verursacht weder direkt kognitive Beeinträchtigungen noch Sprachverzögerungen. Allerdings besteht bei gehörlosen und schwerhörigen Kindern ein viel höheres Risiko, in ihren kritischen Phasen unzureichend mit Sprache in Berührung zu kommen, was wiederum zu kognitiven und sprachlichen Verzögerungen führen kann.

## Risiken des Sprachmangels
Kinder, die im Säuglings- oder Kleinkindalter Kommunikationsdefizite erfahren, laufen im Alter Gefahr, an Sprachdefizit zu erkranken. Sprachdefizit selbst wird mit einem schlechteren Gesundheitszustand bei gehörlosen und schwerhörigen Erwachsenen in Verbindung gebracht und kann im Erwachsenenalter zu chronischen Gesundheitsproblemen führen, wie beispielsweise einem erhöhten Risiko für Diabetes, Herzkrankheiten und Bluthochdruck. Folglich können Ungleichheiten bei der Bereitstellung von Spracherfahrungen Ungleichheiten im Gesundheits- und psychischen Gesundheitszustand gehörloser Erwachsener verewigen, obwohl weitere Forschung nötig ist, um besser zu verstehen, wie diese Ungleichheiten entstehen.

## Vermittlung von Sprachkenntnissen
Es gibt zwei grundlegende Ansätze, um gehörlose und schwerhörige Kinder an Sprache heranzuführen. Der erste ist die Gebärdensprache, der zweite die Lautsprache. Man muss sich jedoch nicht zwingend für den einen oder den anderen entscheiden. Untersuchungen zeigen, dass das Erlernen zweier Sprachen, unabhängig von deren Art, zweisprachigen Menschen einzigartige kognitive Vorteile bieten kann. Darüber hinaus eröffnet Zweisprachigkeit den Einzelnen mehr Möglichkeiten, da sie die Interaktion mit Sprechern mehrerer Sprachen ermöglicht. Insbesondere gehörlose und schwerhörige Kinder können durch das Erlernen sowohl einer Gebärdensprache von Geburt an als auch einer Laut- und Schriftsprache, sobald sie Zugang zu diesen Modalitäten haben, vor Schäden durch Sprachverlust geschützt werden, der entsteht, wenn der Zugang zu Sprache in jeglicher Modalität verzögert ist.

### Von Geburt an
Etwa 90–95 % der gehörlosen und schwerhörigen Kinder haben hörende Eltern. Nur 5–10 % haben gehörlose Eltern. In den USA gibt es derzeit Hörscreenings für Neugeborene, bei denen die Eltern bereits in den ersten Lebenswochen über den Hörzustand ihres Neugeborenen informiert werden. Wird bei einem Baby Hörverlust diagnostiziert, stellen Krankenhäuser in der Regel ein Team aus Allgemeinmedizinern, Audiologen und anderen medizinischen Fachkräften zur Verfügung, um der Familie bei der Entscheidung zu helfen, welcher Weg für sie oder ihr Kind am besten geeignet ist, um eine normale Sprachentwicklung des Babys zu gewährleisten. Einige Ärzte berichten jedoch, dass sie sich nicht sicher sind, ob sie die Eltern gehörloser und schwerhöriger Kinder über weitere Schritte neben dem Besuch eines Audiologen informieren sollen.

### Gebärdensprache
Gehörlose Kinder gehörloser Eltern, die Gebärdensprache verwenden, haben von Geburt an einen konstanten und uneingeschränkten Spracherwerb. Dies entspricht der Qualität des Spracherwerbs hörender Kinder. Diese Kinder zeigen somit einen typischen Spracherwerb. Die meisten gehörlosen und schwerhörigen Kinder haben jedoch hörende Eltern ohne Erfahrung mit Gebärdensprache. Diesen Eltern stehen viele Möglichkeiten zur Verfügung, ihrem Kind von Geburt an eine möglichst umfassende Sprachentwicklung zu ermöglichen.
Erstens bieten viele Gehörlosenschulen Gebärdensprachkurse für Eltern an, die mit ihrem Kind Gebärdensprache lernen möchten. Einige Schulen bieten sogar Eltern-Kind-Programme an, bei denen Eltern ihre Kinder zum Unterricht mitbringen können. Dabei erhalten sie sowohl Sprachunterricht für die Eltern als auch die Möglichkeit, das Kind mit der Gebärdensprache vertraut zu machen. Außerdem gibt es strukturierte Spielzeiten, in denen Eltern und Kinder in Gebärdensprache interagieren können. Gebärdensprachlehrer sind anwesend, um Fragen zu beantworten und Hilfestellungen zu geben.
Für Kleinkinder und Vorschulkinder gibt es an den meisten Gehörlosenschulen Vorschulklassen mit Gebärdensprache. In diesen Vorschulen können gehörlose und schwerhörige Kinder den Schultag in unterhaltsamen, sprachreichen Unterrichtsräumen verbringen und so einen flüssigeren Umgang mit der Gebärdensprache erlernen, als es viele hörende Eltern zu diesem Zeitpunkt noch können. Darüber hinaus bieten diese Vorschulen gehörlosen und schwerhörigen Kindern die dringend benötigte Chance, Kontakte zu Gleichaltrigen aufzubauen, die ihre Sprache sprechen.
Einige US-Bundesstaaten, wie beispielsweise Tennessee, haben Mentorenprogramme für Gehörlose eingerichtet, um Familien mit gehörlosen oder schwerhörigen Kindern durch das erste Lebensjahr mit ihrem Baby zu begleiten. Indem sie hörende Eltern mit einem gehörlosen Vorbild zusammenbringen, ermöglichen diese Programme den Eltern einen Einblick in die wunderbaren Erwachsenen, die ihr Kind werden kann. Sie knüpfen Kontakte zur Gehörlosengemeinschaft und befähigen sie, weitere verfügbare Ressourcen (wie die in diesem Abschnitt genannten) zu finden und zu nutzen.
Gebärdensprachen können je nach Land und sogar Region unterschiedlich sein. Die Unterstützung akademischer Institutionen wie der Gallaudet University hat zu weltweiten Bemühungen geführt, durch Studentenaustausch eine internationale Gebärdengemeinschaft aufzubauen. Viele dieser Institutionen bieten Freiwilligenprogramme an, um Kindern in Ländern, in denen die Gebärdensprache nicht formal in den Grundschullehrplan integriert ist, den Sprachkontakt zu erleichtern.

### Cochlea-Implantate und Exposition
Viele Ärzte empfehlen Familien, deren Babys einen Hörverlust aufweisen, den Besuch bei einem Audiologen. Manche sehen in der Überweisung an einen Audiologen einen Versuch, das Problem des Hörverlusts zu lösen. Andere sehen darin einen Akt, dem Baby die Möglichkeit zu nehmen, seine Umgebung zu erkunden und Teil der Gehörlosengemeinschaft zu werden. Seit ihrer Einführung gibt es hitzige Debatten über die Forschung zu Cochlea-Implantate. Dieser chirurgische Eingriff wird häufig für gehörlos geborene Kinder empfohlen, um zu versuchen, das Kind dazu zu bringen, Lautsprache statt oder manchmal zusätzlich zur Gebärdensprache zu hören, zu verstehen und zu verwenden.
Die Debatte dreht sich hauptsächlich um die Ansicht, dass Taubheit ein Problem darstellt, das behoben werden muss. Dieses Phänomen wird als Defizit-Framing bezeichnet und kann Begriffe wie „schwerhörig“ beinhalten. Viele stolze Mitglieder der Gehörlosengemeinschaft betrachten die Implantation als Versuch, jemanden zu reparieren, der bereits vollständig ist, und empfinden dies möglicherweise als beleidigend und sogar unethisch. Andere sehen darin eine sehr reale Möglichkeit, Türen zu öffnen und Kindern die Möglichkeit zu geben, in einer hörenden Gesellschaft besser zurechtzukommen.
Im Jahr 2018 wurde eine systematische Überprüfung der gesamten Literatur zu Cochlea-Implantaten und Spracherwerbsergebnissen veröffentlicht. Diese kam zu dem Schluss, dass die meisten gehörlosen Kinder durch den Einsatz von Cochlea-Implantaten wahrscheinlich nicht den Rückstand ihrer hörenden Altersgenossen im Lautspracherwerb einholen werden. Die Spracherfolge waren jedoch umso besser, je früher das Kind Zugang zur Sprache erhielt (in diesem Fall zur Lautsprache durch Implantate). Ein Lösungsvorschlag hierfür besteht darin, allen gehörlosen Kindern so früh wie möglich von Geburt an Gebärdensprache näherzubringen, unabhängig davon, ob sie später Cochlea-Implantate oder Hörgeräte anschaffen möchten. Diese Strategie gewährleistet den Kindern einen größtmöglichen Spracherwerb und mindert das Risiko eines Sprachverlusts, der oft mit dem Abwarten verbunden ist, ob Cochlea-Implantate bei einem bestimmten Kind erfolgreich sein werden.

### Grundschule
Unbegrenzter Sprachkontakt beinhaltet die Verfügbarkeit von Bildungsangeboten in der eigenen Sprache. Der Zugang zu Kommunikation und Sprache ist für den Erfolg gehörloser Schüler entscheidend. Um sicherzustellen, dass gehörlose Kinder optimal auf den späteren Erfolg im Unterricht vorbereitet sind, ist ein früher Sprachkontakt unerlässlich. Im Klassenzimmer ist der Zugang zu sozialer und akademischer Kommunikation für die sprachliche und kognitive Entwicklung ebenso wichtig.
In den Vereinigten Staaten schreiben der Americans with Disabilities Act (ADA) und der Individuals with Disabilities Education Act (IDEA) vor, dass jedem Kind mit Behinderung eine öffentliche Schulbildung in einer für sie möglichst wenig einschränkenden Umgebung ermöglicht werden soll. Im Allgemeinen ist diese Aussage auslegungsbedürftig. Oft bedeutet dies, dass Kinder mit Hörverlust in Begleitung eines Dolmetschers Zugang zu öffentlichen Schulen erhalten.
Die Wirksamkeit der Bereitstellung von Gebärdensprachdolmetschern hängt vom Sprachstatus der gehörlosen und schwerhörigen Schüler ab. Gehörlose und schwerhörige Schüler mit Sprachdefiziten profitieren weniger von Dolmetschern im Unterricht als gehörlose und schwerhörige Schüler mit geringen oder keinen Sprachdefiziten. Schüler, deren einziger Sprachpartner ihr Dolmetscher ist, profitieren sprachlich deutlich weniger davon als Schüler mit einer Vielzahl von Sprachpartnern im Unterricht. Daher reicht die Bereitstellung eines Gebärdensprachdolmetschers möglicherweise nicht aus, um ein chancengerechtes Lernumfeld für gehörlose und schwerhörige Schüler in Regelklassen zu schaffen.
Während Schulen in den Vereinigten Staaten, die hauptsächlich in Gebärdensprache unterrichten, im Vergleich zu normalen öffentlichen Schulen selten sind, gibt es in der Regel in jedem Bundesstaat mindestens eine Gehörlosenschule, die gehörlose Kinder besuchen und in Gebärdensprache unterrichten können. Einige Beispiele sind das The Learning Center for the Deaf, die Maryland School for the Deaf, die Texas School for the Deaf usw. Andere Gehörlosenschulen unterrichten nach der oralistischen Methode, bei der Gebärden verboten sind und der Schwerpunkt nur auf dem Sprechen liegt; nach einer Methode der totalen Kommunikation, bei der ein sprechender Lehrer in Pidgin-Gebärdensprache unterrichtet (auch als Simultane Kommunikation bekannt) oder nach einem bilingual Ansatz, bei dem Gebärden und Sprechen zwar getrennt voneinander stattfinden.